# Boubínská hornatina
Boubínská hornatina je geomorfologický podcelek na severovýchodním okraji Šumavy. Rozprostírá se na ploše 126 km² a má průměrnou nadmořskou výšku 993 m, což je nejvíce ze všech podcelků Šumavy. Na jihu sousedí s Vltavickou brázdou, na východě s Libínskou hornatinou a Husineckou vrchovinou, na severu s Bělečskou vrchovinou a na západě s Knížecími pláněmi. Na okrajích je tento vrásnozlomový masiv rozčleněn hlubokými údolími (Pravětínský potok, Cikánský potok, Boubínský potok, Milešický potok, Křemenný potok)

## Geologická stavba
Boubínská hornatina je tvořena z biotitických granitizovaných rul moldanubika.

## Nejvyšší vrcholy
|  | - Boubín (1362 m) - Basumský hřeben (1290 m) - Boubínský hřet (1269 m) - Pažení (1281 m) - Bobík (1265 m) - Červený vrch (1203 m) - Větřín (1178 m) - Solovec (1155 m) | - Jedlová (1089 m) - Včelenský vrch (1057 m) - Kupa (1044 m) - Zátoňská hora (1039 m) - Malý Bobík (1037 m) - Palečkovský vrch (1014 m) - V oboře (1006 m) |

## Geomorfologické okrsky
Hornatina se člení na dva geomorfologické okrsky:
- Boubínský hřbet – jižní, hlavní část
- Včelenská hornatina – severní nižší část

Podrobné geomorfologické členění uvádí následující tabulka:
| Geomorfologické členění Šumavy                                                       | Geomorfologické členění Šumavy | Geomorfologické členění Šumavy                                                                                     |
| ------------------------------------------------------------------------------------ | ------------------------------ | --- |
| ČESKÁ VYSOČINA • Šumavská subprovincie • Šumavská hornatina                          |                                | |
| ŠUMAVSKÉ PLÁNĚ                                                                       | Kochánovské pláně              | Javorensko-vysocký hřbet (Javorná, 1090 m) Zhůřské pláně (Nad Šmauzy, 1068 m)                                      |
| ŠUMAVSKÉ PLÁNĚ                                                                       | Kvildské pláně                 | Prášilské pláně (Poledník, 1315 m) Modravské pláně (Tetřev, 1260 m) Roklanské pláně (Blatný vrch, 1376 m)          |
| ŠUMAVSKÉ PLÁNĚ                                                                       | Javornická hornatina           | nečlení se (Javorník, 1067 m)                                                                                      |
| ŠUMAVSKÉ PLÁNĚ                                                                       | Svojšská hornatina             | nečlení se (Huťská hora, 1188 m)                                                                                   |
| ŠUMAVSKÉ PLÁNĚ                                                                       | Knížecí pláně                  | Lipecké pláně (Výška, 1118 m) Novosvětské pláně (Obrovec, 1164 m) Stráženské pláně (Žlíbský vrch, 1133 m)          |
| ŽELEZNORUDSKÁ HORNATINA                                                              | Debrnická hornatina            | nečlení se (Plesná, 1338 m)                                                                                        |
| ŽELEZNORUDSKÁ HORNATINA                                                              | Královský hvozd                | nečlení se (Jezerní hora, 1344 m)                                                                                  |
| ŽELEZNORUDSKÁ HORNATINA                                                              | Pancířský hřbet                | Můstecký hřbet (Můstek 1235 m) Prenetský hřbet (Prenet, 1071 m) Hojsovostrážská hornatina (Můstek Z I, 1006 m)     |
| TROJMEZENSKÁ HORNATINA                                                               | Stožecká hornatina             | Radvanovická vrchovina (Žlebský kopec, 1080 m) Stráženská kotlina (850 m) Stožecká kotlina (850 m)                 |
| TROJMEZENSKÁ HORNATINA                                                               | Plešská hornatina              | Plešský hřbet (Plechý, 1378 m) Jelenská vrchovina (Jelenská hora, 1069 m)                                          |
| TROJMEZENSKÁ HORNATINA                                                               | Novopecká kotlina              | nečlení se (Šešovec, 899 m)                                                                                        |
| TROJMEZENSKÁ HORNATINA                                                               | Vítkovokamenská hornatina      | Výtoňská hornatina (Vítkův kámen, 1035 m) Pasečenská kotlina (830 m) Hraničenská vrchovina (Mezileský vrch, 884 m) |
| TROJMEZENSKÁ HORNATINA                                                               | Lučská hornatina               | Lipenská vrchovina (Kaliště, 993 m) Loučovická hornatina (Hvězdná, 1012 m)                                         |
| BOUBÍNSKÁ HORNATINA                                                                  | Boubínský hřbet                | nečlení se (Boubín, 1362 m)                                                                                        |
| BOUBÍNSKÁ HORNATINA                                                                  | Včelenská hornatina            | nečlení se (Kupa, 1044 m)                                                                                          |
| ŽELNAVSKÁ HORNATINA                                                                  | Knížecí hornatina              | Chlumská hornatina (Knížecí stolec, 1236 m) Špičácká část (Špičák, 1223 m)                                         |
| ŽELNAVSKÁ HORNATINA                                                                  | Křišťanovská vrchovina         | Skalinská hornatina (1040 m) Arnoštovká pahorkatina (920 m)                                                        |
| VLTAVICKÁ BRÁZDA                                                                     | Hornovltavická brázda          | nečlení se (846 m)                                                                                                 |
| VLTAVICKÁ BRÁZDA                                                                     | Dolnovltavická brázda          | nečlení se (790 m)                                                                                                 |
| PROVINCIE • Subprovincie • Oblast / Celek / PODCELEK • Okrsek • Podokrsek • (vrchol) |                                | |